# Cornelius Fuscus
Cornelius Fuscus war ein Römer aus senatorischer Familie in der zweiten Hälfte des 1. Jahrhunderts.
Cornelius Fuscus schlug trotz seiner Herkunft aus dem Senatorenstand, die er aufgab, eine Laufbahn als Ritter ein. Im Jahr 68 brachte er seine Heimatstadt dazu, auf die Seite Galbas zu wechseln. Zum Dank wurde er von Galba zum Prokurator der Provinz Illyricum berufen. Nach Galbas Sturz schloss er sich während der Wirren des Vierkaiserjahres 69 Vespasian an. Die in Ravenna stationierte Flotte wählte ihn nach ihrem Abfall von Vitellius zu ihrem Präfekten. Während der Herrschaft Domitians wurde er zum Prätorianerpräfekten und gehörte dem Beraterkreis des Kaisers an. 86/87 befehligte er an der unteren Donau eine Armee und fiel im Kampf gegen die Daker unter deren König Decebalus, der den Römern zu Beginn der Dakerkriege eine vernichtende Niederlage bereitete. Der Dichter Martial verfasste für ihn ein Grabgedicht.